# Roxana Blanco
Roxana Blanco (Montevidéu, 6 de novembro de 1967) é uma atriz uruguaia. Por seu papel no filme Matar a Todos (2007), ela ganhou o prêmio de melhor atriz no Festival de Havana.

## Filmografia
- 2012: El muerto y ser feliz ... Érika
- 2012: El sexo de las madres ... Laura
- 2012: La demora ... María
- 2009: Las Novias de Travolta (TV) ...Gabriela
- 2008: Nochebuena ... Carlota
- 2007: Matar a Todos ... Julia
- 2005: Alma mater ...Pamela